# Tord Örtenholm
Tord Örtenholm, född 30 juli 1908 i Höganäs, död 25 september 1991 i Björnekulla församling, Åstorp, var en svensk målare, tecknare och teckningslärare. 
Han var son till platschefen och ingenjören Wilhelm Örtenholm och Anna Schmidt och från 1940 gift med Karin Härstedt. Örtenholm studerade vid Tekniska skolan 1926–1928 och vid Högre konstindustriella skolan 1928–1931 samt genom självstudier i bland annat Tyskland, Italien, Frankrike, Belgien, Nederländerna, Schweiz och Tjeckoslovakien. Vid sidan av sitt arbete som teckningslärare i Åstorp och Klippan samt teckningskonsulent i Kristianstads län var han verksam som bildkonstnär. Separat ställe han ut i bland annat Åstorp och Helsingborg. Han medverkade i flera olika konstföreningsutställningar i Skåne och var en regelbunden utställare med Helsingborgs konstförening och Kulla-konst i Höganäs. Bland hans offentliga arbeten märks en glasmålning för Björnekulla gravkapell, bildkonst vid Helsingborgs högre allmänna läroverk och en väggmålning i kommunalfullmäktiges sessionssal i Åstorp. Hans konst består av figurer, stilleben och landskapsskildringar utförda i olja, pastell eller akvarell samt som tecknare i tusch eller litografikrita. Han var vice ordförande i Teckningslärarnas riksförbund 1953–1959 och därefter ordförande.  